# 35725 Tramuntana
35725 Tramuntana este o planetă minoră (asteroid) din centura de asteroizi. A fost descoperită pe 27 martie 1999 la Observatorul Astronomic din Mallorca⁠(d) de Ángel López Jiménez⁠(d) și a fost numită după Sierra de Tramontana⁠(d). 
Obiectul prezintă o orbită caracterizată de o semiaxă mare de 2,5797912 UAi, o excentricitate de 0,1615532, o înclinație de 5,791 ° în raport cu ecliptica.